# Tia Mowry

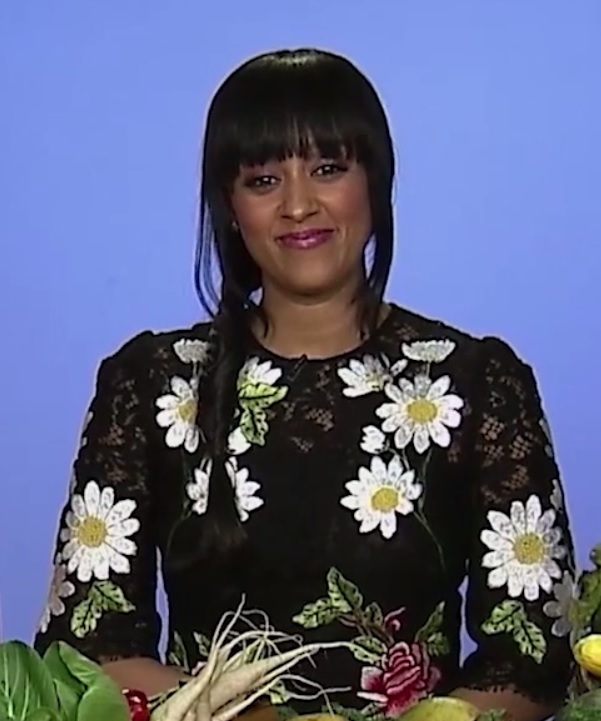
Tia Mowry (2017)

Tia Mowry, tên đầy đủ là Tia Dashon Mowry (sinh ngày 6 tháng 7 năm 1978) là một nữ diễn viên Mỹ. Cô bắt đầu nổi tiếng cùng với cô chị gái sinh đôi Tamera Mowry trong bộ phim truyền hình sitcom Sister, Sister.

## Tiểu sử

### Thời niên thiếu
Tia Mowry sinh ra tại Gelnhausen, Tây Đức vào ngày 6 tháng 7 năm 1978. Mẹ của cô là Darlene Flowers, một nhân viên bảo vệ, còn cha cô là Timothy Mowry, một sĩ quan cảnh sát nay làm việc tại California. Mẹ cô là người Mỹ gốc Phi, còn cha cô là người Mỹ gốc Ý. Hai người gặp nhau tại trung học rồi sau đó cùng gia nhập quân đội. Tia có một người chị gái sinh đôi là Tamera Mowry, ra đời trước cô 2 phút. Ngoài ra cô còn có hai người em trai nữa là Tavior Mowry và Tahj Mowry. Gia đình cô rất gắn bó với nhau .
Tia và Tamera cùng tham gia nhóm hát The Voices hồi đầu thập niên 1990.

### Sự nghiệp
Tia Mowry cùng cô chị Tamera trở nên nổi tiếng kể từ chương trình truyền hình sitcom Sister, Sister vào thập niên 1990. Sau khi chương trình này kết thúc, cô cùng chị gái theo học khoa tâm lý học tại Đại học Pepperdine. Năm 2005, cả hai chị em lại xuất hiện trong bộ phim đặc sắc rất được yêu thích của hãng Disney: Twitches. Họ dã đóng tiếp phần hai Twitches Too vào năm 2007.